# Lagartera
Lagartera est une commune d'Espagne de la province de Tolède dans la communauté autonome de Castille-La Manche.

## Histoire

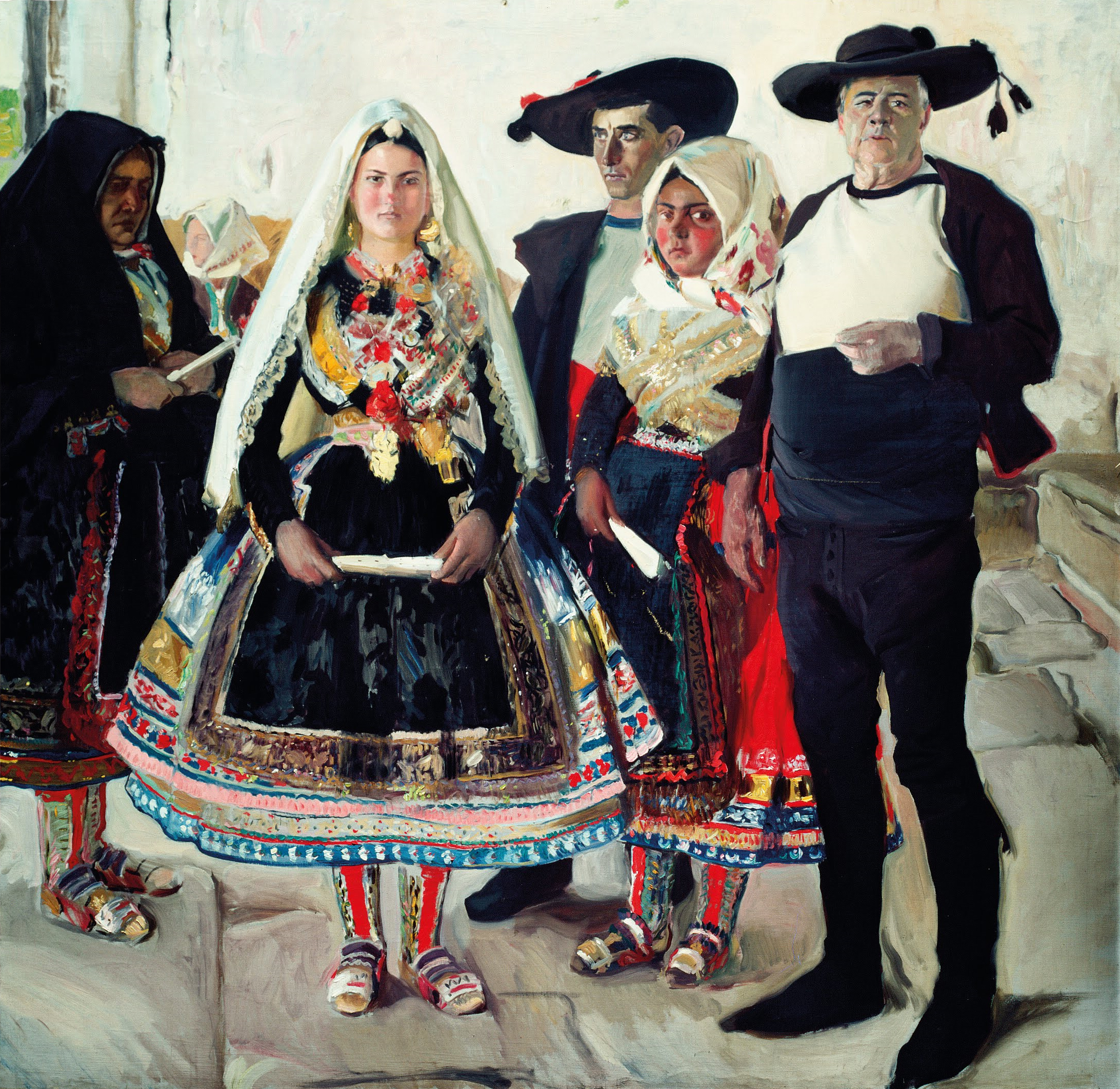
Lagarterans typiques ou Mariée Lagarterane
Joaquin Sorolla, 1912
Musée Sorolla, Madrid

## Administration
| Période                                  | Période | Identité | Étiquette | Qualité |
| ---------------------------------------- | ------- | -------- | --------- | ------- |
|                                          |         |          |           |         |
| Les données manquantes sont à compléter. |         |          |           |         |